# Hudun pao

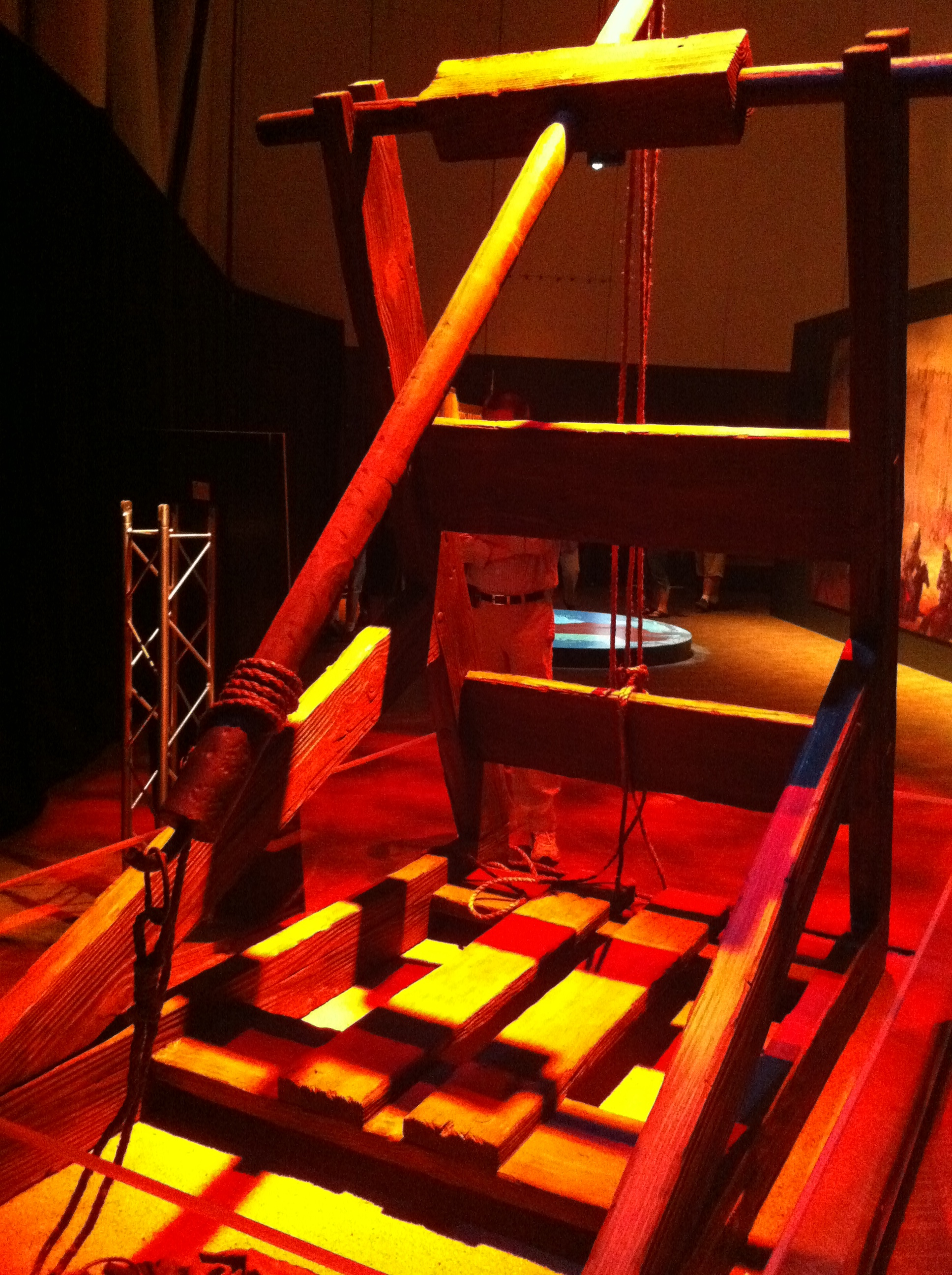
Replica van een hudun pao

De hudun pao 虎 蹲 砲 "ineengedoken tijger katapult" is een slingerarm-artilleriewapen uit het oude China. De hudun pao is net als alle andere artilleriewapens uit de oudheid en vroege middeleeuwen een katapult; een wapen dat gebruikmaakt van mechanische energie om projectielen weg te schieten.

## Geschiedenis

### Slingerarmkatapulten
Slingerarmkatapulten werden in de 4e eeuw v.Chr. uitgevonden in China en zijn gebaseerd op de stafslinger (Latijn: fustibalus), die weer is gebaseerd op het oeroude projectiel-handwapen de slinger. De eerste katapulten van dit type waren trekslingerarmkatapulten, waarbij het korte deel van de slingerarm door mankracht omlaag wordt getrokken. In de teksten van de Chinees filosoof Mozi uit circa 320 v.Chr. wordt een dergelijk apparaat beschreven. Slingerarmkatapulten werken volgens het hefboomprincipe en zijn mogelijk afgeleid van het irrigatiewerktuig sjadoef, dat volgens hetzelfde principe werkt. Via het Byzantijnse Rijk verscheen de trekslingerarmkatapult in de 6e eeuw ook in Europa.

### hudun pao
De hudun pao was een doorontwikkeling van eerdere Chinese katapulten en werd waarschijnlijk in de 8e eeuw ten tijde van de Tang-dynastie ontwikkeld. De trekslingerarmkatapult had een eenvoudig driehoekig onderstel, soms met wielen, en een uit drie tot zeven gebundelde stukken rondhout of bamboe bestaande slingerarm. Aan de lange zijde van de slingerarm was een slinger bevestigd, waardoor het bereik van het wapen met een derde tot de helft werd vergroot, en aan de korte zijde van de arm waren trekkoorden bevestigd, waarmee de trekploeg het projectiel konden wegslingeren. Het eenvoudige ontwerp maakte dat de hudun pao snel in elkaar kon worden gezet en dus in heel korte tijd gebruiksklaar was. De compacte katapult had echter een veel zwaardere constructie dan de ranke xuanfeng pao en was derhalve krachtiger. Ook kon de katapult met meer verschillende projectielen overweg; net als de xuanfeng pao kon hij stenen en primitieve brandbommen wegslingeren, maar daarnaast ook explosieve mengsels en vanaf de 11e eeuw buskruitexplosieven.

### Opvolgers
De drie belangrijkste Chinese trekslingerarmkatapulten waren naast de hudun pao de lichte xuanfeng pao en de zware sijiao pao. Tijdens de Mongoolse verovering van China aan het einde van de Song-dynastie in de 13e eeuw maakten de Chinezen kennis met de door de Mongolen gebruikte slingerarmkatapult met contragewicht, die veel krachtiger was dan de Chinese katapulten. Dit was de trebuchet, die door de Chinezen huihui pao "moslimkatapult" werd genoemd. De hudun pao was het makkelijkst aan te passen en deze kreeg ook een contragewicht, maar het zou niet lang meer duren voordat slingerarmkatapulten uit de gratie raakten ten faveure van vuurwapens.